# Престонсбург (Кентуккі)
Престонсбург (англ. Prestonsburg) — місто (англ. city) в США, в окрузі Флойд штату Кентуккі. Населення — 3681 особа (2020).

## Географія
Престонсбург розташований за координатами 37°42′6″ пн. ш. 82°45′7″ зх. д. / 37.70167° пн. ш. 82.75194° зх. д. (37.701641, -82.751824).  За даними Бюро перепису населення США в 2010 році місто мало площу 33,41 км², з яких 32,90 км² — суходіл та 0,51 км² — водойми. В 2017 році площа становила 36,53 км², з яких 36,02 км² — суходіл та 0,50 км² — водойми.

### Клімат
| Клімат : Престонсбург         | Клімат : Престонсбург | Клімат : Престонсбург | Клімат : Престонсбург | Клімат : Престонсбург | Клімат : Престонсбург | Клімат : Престонсбург | Клімат : Престонсбург | Клімат : Престонсбург | Клімат : Престонсбург | Клімат : Престонсбург | Клімат : Престонсбург | Клімат : Престонсбург | Клімат : Престонсбург |
| Показник                      | Січ.                  | Лют.                  | Бер.                  | Квіт.                 | Трав.                 | Черв.                 | Лип.                  | Серп.                 | Вер.                  | Жовт.                 | Лист.                 | Груд.                 | Рік                   |
| Абсолютний максимум, °C       | 26,7                  | 28,3                  | 31,1                  | 33,9                  | 34,4                  | 38,3                  | 40,6                  | 40,6                  | 37,2                  | 31,7                  | 30,6                  | 27,8                  | 40,6                  |
| Середній максимум, °C         | 6,7                   | 9,4                   | 15,6                  | 21,1                  | 25,6                  | 30,0                  | 31,7                  | 31,1                  | 27,2                  | 21,7                  | 15,0                  | 8,9                   | 20,4                  |
| Середній мінімум, °C          | −4,4                  | −3,3                  | 1,1                   | 5,0                   | 11,1                  | 16,1                  | 18,9                  | 18,3                  | 13,9                  | 6,1                   | 1,1                   | −2,8                  | 6,8                   |
| Абсолютний мінімум, °C        | −32,2                 | −26,7                 | −20                   | −6,7                  | −1,7                  | 2,2                   | 7,8                   | 8,3                   | 1,7                   | −6,1                  | −10,6                 | −23,3                 | −32,2                 |
| Норма опадів, мм              | 84                    | 81                    | 100                   | 90                    | 115                   | 108                   | 115                   | 99                    | 87                    | 75                    | 87                    | 91                    | 1133                  |
| ----------------------------- | --------------------- | --------------------- | --------------------- | --------------------- | --------------------- | --------------------- | --------------------- | --------------------- | --------------------- | --------------------- | --------------------- | --------------------- | --------------------- |
| Джерело: The Weather Channel. |                       |                       |                       |                       |                       |                       |                       |                       |                       |                       |                       |                       |                       |

## Демографія
Згідно з переписом 2010 року, у місті мешкало 3255 осіб у 1373 домогосподарствах у складі 799 родин. Густота населення становила 97 осіб/км².  Було 1529 помешкань (46/км²).
Расовий склад населення:
| - 97,9 % — білих - 0,3 % — чорних або афроамериканців - 0,3 % — азіатів - 0,1 % — корінних американців |

До двох чи більше рас належало 1,0 %. Частка іспаномовних становила 1,2 % від усіх жителів.
За віковим діапазоном населення розподілялося таким чином: 19,0 % — особи молодші 18 років, 60,4 % — особи у віці 18—64 років, 20,6 % — особи у віці 65 років та старші. Медіана віку мешканця становила 41,3 року. На 100 осіб жіночої статі у місті припадало 91,6 чоловіків;  на 100 жінок у віці від 18 років та старших — 85,4 чоловіків також старших 18 років.
Середній дохід на одне домашнє господарство  становив 34 385 доларів США (медіана — 16 856), а середній дохід на одну сім'ю — 53 080 доларів (медіана — 31 786). Медіана доходів становила 40 815 доларів для чоловіків та 31 696 доларів для жінок. За межею бідності перебувало 43,9 % осіб, у тому числі 55,1 % дітей у віці до 18 років та 21,2 % осіб у віці 65 років та старших.
Цивільне працевлаштоване населення становило 1070 осіб. Основні галузі зайнятості: освіта, охорона здоров'я та соціальна допомога — 23,7 %, мистецтво, розваги та відпочинок — 22,6 %, роздрібна торгівля — 16,2 %.